# Сапротрофи
Сапротрофи (грчки: saprós - труо, trophē - храна) су организми који се хране мртвом органском материјом. Други називи за ову групу организама су и сапроби или сапробионти. Спадају у ред хетеротрофних организама, који немају способност да сами (попут аутотрофа) стварају храну (органску материју) од неорганске материје, већ је морају узимати готову из природе.
У ужем смислу појам сапротрофи односи се на организме који луче ензиме којима разграђују мртву органску материју (угљене хидрате, беланчевине, масти и др.) и из ње апсорбирају храњиве састојке својом спољашњом површином. У сапротрофе у ужем смислу се убрајају многе бактерије и гљиве, али и мали број биљака (неке орхидеје).
У ширем смислу појам обухвата и оне организме који мртву органску материју разграђују унутар свог тела. У ту групу спада већина праживотиња, као и неке животиње.
У застарјелој класификацији бактерије и гљиве сматране су биљкама, па су често њихове сапротрофне врсте називане сапрофитима. (грчки: saprós - труо, phytón - биљка) Данас се појам сапрофити може односити само на сапротрофне биљке.

## Улога сапротрофа у ланцу исхране
Сапротрофи имају кључну улогу у ланцу исхране и одржању живота на Земљи, јер омогућавају кружење материје у природи. Сапротрофни организми разграђују мртве органске материје до неорганских једињења. Овако добијена неорганска једињења Аутотрофне биљке могу поново користити, односно синтетисати уз помоћ сунчеве светлости (фотосинтеза).
У процесу потпуне разградње угинулог организма по правилу учествује цео низ сапротрофних врста. Свака од њих прилагођена је разградњи одређених састојака мртве органске материје, а такође и одређеној фази целокупног процеса. У разградњи остатака угинулих животиња и гљива најважнију улогу имају сапротрофне бактерије и животиње. Биљне остатке разграђују у првом реду сапротрофне гљиве и бактерије.